# Stoffkreislauf
Als Stoffkreislauf bezeichnet man in der Ökologie eine periodische Umwandlung von chemischen Verbindungen, in deren Verlauf – nach einer Reihe von chemischen Reaktionen – erneut der Ausgangsstoff entsteht. In Ökosystemen gibt es diverse Stoffkreisläufe, zum Beispiel einen Kohlenstoffkreislauf, einen Stickstoffkreislauf, einen Schwefelkreislauf und einen Phosphorkreislauf.

## Faktoren
Für den Aufbau von organischen Geweben und den Stoffwechsel benötigen Lebewesen eine Reihe chemischer Elemente und ihrer Verbindungen. Die Zufuhr und Nachlieferung dieser Nährstoffe kann, ebenso wie die Energiezufuhr, die Produktion eines Ökosystems limitieren. Die Produktion vieler terrestrischer Systeme ist durch Mangel an Stickstoff begrenzt, in aquatischen Systemen ist häufig Phosphor limitierend, in marinen kann Mangel an Eisen die Produktivität begrenzen. Die Nachlieferung der Nährelemente kann von außerhalb des Ökosystems erfolgen, je nach Element durch Verwitterung von Gestein, durch Wassertransport oder durch Zufuhr aus der Atmosphäre. Große Mengen der benötigten Nährelemente werden allerdings innerhalb des Systems ausgetauscht. Dadurch können dieselben Nährstoffe innerhalb des Systems mehrfach verwendet und so seine Produktivität aufrechterhalten werden. Durch diese internen Stoffkreisläufe können Konsumenten und Destruenten indirekt die Produktivität des Ökosystems steuern.
Einen Nährstoffzyklus innerhalb eines Ökosystems können nur Elemente eingehen, die (neben der Speicherung in den Organismen selbst) einen anorganischen Speicher besitzen. Gasförmige Verbindungen in der Lufthülle, wie Kohlendioxid, können im System keinen Zyklus aufbauen, sie werden mit dem gesamten Speicher der Atmosphäre ausgetauscht. Als Ionen gelöste Stoffe können in der Bodenmatrix oder im Wasserkörper eines Gewässers festgehalten und erneut aufgenommen werden. Da die Erde für Stoffe ein (nahezu) geschlossenes System darstellt, müssen aber zwangsläufig auf globaler Ebene alle Nährstoffzyklen geschlossen sein. Innerhalb der Biosphäre, die nur ein Teilsystem darstellt, gilt dies nicht zwangsläufig. Austauschprozesse mit tieferen Schichten wie dem Erdmantel sind auf kurze Sicht gegenüber den Umsätzen innerhalb der Biosphäre gering, können aber in evolutionären und geologischen Zeitskalen gewaltige Auswirkungen haben.
Für die Betrachtung der Stoffkreisläufe ist also neben den zyklischen Vorgängen selbst der Stoffaustausch mit abiotischen Speichern, vor allem der Erdatmosphäre und den Böden und Sedimenten von Bedeutung.

## Verursacher

Stoffkreislauf-Dreieck

Erweitertes Stoffkreislaufdiagramm

Biologische Stoffkreisläufe werden von Lebewesen angetrieben. Lebewesen, die aus anorganischen Stoffen organische Masse aufbauen werden als Produzenten (Erzeuger) bezeichnet. Neben einigen photo- oder chemoautotrophen Bakterien sind dies ausschließlich Pflanzen. Die so gebildete Biomasse wird von Destruenten (Zersetzern) wieder in anorganische Stoffe mineralisiert. Destruenten sind weit überwiegend heterotrophe Bakterien und Pilze. Das einfachste denkbare Ökosystem besteht also aus einem Produzenten und einem Destruenten.
Fast alle Ökosysteme weisen neben diesen Gruppen noch Konsumenten (Verbraucher) auf, diese verbrauchen organische Stoffe zur Energiegewinnung. Konsumenten nutzen die aufgenommene Biomasse teilweise zum Aufbau der eigenen Körpergewebe, der Rest wird über Kot und andere Abfallstoffe abgegeben. Die Konsumtionsrate, d. h. der Anteil der Primärproduktion, der von den Herbivoren (den Primärkonsumenten) aufgenommen wird, liegt in den meisten terrestrischen Ökosystemen in der Größenordnung von 10 %, er kann ausnahmsweise höher liegen (bis 90 %), z. B. in durch Huftieren beweideten Savannen-Ökosystemen. Der Rest der Produktion geht direkt in die Destruenten-Nahrungskette (als Pflanzenstreu, im Wald z. B. als Totholz und Falllaub). Auch bei geringen Umsatzanteilen kann der indirekte Einfluss der Konsumenten auf die Stoffflüsse beachtlich sein.
Letztlich wird auch die Biomasse der Konsumenten schließlich von Destruenten mineralisiert werden. Über die Nahrungsnetze gelangen die Stoffe somit von den Produzenten teilweise zu den Konsumenten und alles schließlich zu den Destruenten. Durch die Konsumenten wird der Stoffumsatz und damit die Kreisläufe gegenüber der Destruentenkette beschleunigt.
Da viele Tiere wandern, transportieren und verteilen sie außerdem die Nährstoffe. Das führt zu einer Vernetzung der Stoffkreisläufe verschiedener Ökosysteme. Die Verlagerung von Nährstoffen durch Tiere wird als Translokation bezeichnet.

## Auswirkungen
In vielen naturnahen Landökosystemen sind die Stoffkreisläufe weitgehend geschlossen, die Stoffeinträge und Stoffausträge sind mit Ausnahme des Kohlenstoffs gering. Durch effektive Speicherung können Ökosysteme Nährstoffe, die wie beispielsweise Stickstoff und Phosphor Mangelfaktoren darstellen, aus den geringen Zufuhren von außen anreichern und damit die Produktivität des Systems enorm steigern. Die Zerstörung des Speichers wie z. B. der Biomasse oder der Humusvorräte des Bodens kann dadurch die Produktivität drastisch senken und das System temporär oder dauerhaft zerstören. Menschen sind bestrebt, die Produktivität der von ihnen unterhaltenen Agrarökosysteme durch Zufuhr von Nährstoffen als Dünger zu steigern. Diese in großen Mengen zugeführten Stoffe können dem System nicht nur wie erwünscht durch die produzierten Güter, sondern auch durch Auswaschung, Erosion oder Ausgasen verloren gehen. Auch durch industrielle Prozesse werden die Zyklen der beteiligten Elemente wie z. B. Kohlenstoff und Stickstoff stark beeinflusst. Natürliche Ökosysteme werden durch die dadurch bedingten Zufuhren verändert, wodurch ihre Stabilität beeinflusst werden kann. Die Auswirkungen sind auch auf globaler Ebene beträchtlich. Beispielsweise hat sich die Stickstoffzufuhr der gesamten terrestrischen Biosphäre durch menschliche Einflüsse in etwa verdoppelt.

## Mathematische Beschreibung
Bezeichnet {\displaystyle P} den Stoffanteil auf Ebene der Produzenten, {\displaystyle K} jenen auf Ebene der Konsumenten und {\displaystyle D} jenen auf Ebene der Destruenten bzw. frei verfügbare Anteile, so zeigt ein sehr einfacher Stoffkreislauf folgende Form:
{\displaystyle {\frac {\mathrm {d} P}{\mathrm {d} t}}=aP-bPK}
{\displaystyle {\frac {\mathrm {d} K}{\mathrm {d} t}}=bPK-cK}
{\displaystyle {\frac {\mathrm {d} D}{\mathrm {d} t}}=cK-aP}
Aus Symmetriegründen gilt:
{\displaystyle {\frac {\mathrm {d} P}{\mathrm {d} t}}+{\frac {\mathrm {d} K}{\mathrm {d} t}}+{\frac {\mathrm {d} D}{\mathrm {d} t}}={\text{const.}}}
Unter Ausnutzung dieses Zusammenhangs kann {\displaystyle D} substituiert werden, was für {\displaystyle P} und {\displaystyle K} auf ein System mit nur zwei Variablen führt.